# Goundry
Goundry est une localité située dans le département de Loumbila de la province de l'Oubritenga dans la région Plateau-Central au Burkina Faso.

## Géographie
Goundry se trouve à 3 km à l'est de Loumbila et à 6 km au sud-ouest de Ziniaré, le chef-lieu provincial. La commune se trouve à 2 km de la route nationale 3 reliant Ouagadougou au nord-est du pays.

## Santé et éducation
Goundry accueille un centre de santé et de promotion sociale (CSPS) tandis que le centre médical avec antenne chirurgicale (CMA) de la province se trouve à Ziniaré.
Le village possède une école primaire publique.